# Castillo de San Felipe (monument)
Castillo de San Felipe är ett slott i Spanien.   Det ligger i provinsen Provincia de Santa Cruz de Tenerife och regionen Kanarieöarna, i den sydvästra delen av landet, 1 800 km sydväst om huvudstaden Madrid. Castillo de San Felipe ligger 8 meter över havet. Det ligger på ön Teneriffa.
Terrängen runt Castillo de San Felipe är varierad. Havet är nära Castillo de San Felipe åt nordväst.Runt Castillo de San Felipe är det tätbefolkat, med 427 invånare per kvadratkilometer. Närmaste större samhälle är Puerto de la Cruz, 0,91 km öster om Castillo de San Felipe. Trakten runt Castillo de San Felipe består till största delen av jordbruksmark.